# Pax Romana (Vereinigung)
Pax Romana ist die Vereinigung der beiden eigenständigen „Internationalen Bewegung  katholischer Intellektueller (MIIC)“ und der „Internationalen Bewegung katholischer Studierender (MIEC)“. Die MIEC-Pax Romana (fr.: Mouvement International des Étudiants Catholiques)  wurde 1921 in Freiburg (Schweiz) gegründet, aus ihr erwuchs 1947 in Rom die MIIC-Pax Romana (fr.: Mouvement International des Intellectuels Catholiques). Pax Romana ist eine vom Heiligen Stuhl anerkannte internationale katholische Vereinigung von Gläubigen päpstlichen Rechts. Sie ist als eine Nichtregierungsorganisation bei den Vereinten Nationen (UN), bei der UNESCO, beim ECOSOC, beim Europarat und bei der Europäischen Union (EU) anerkannt.

## MIEC-Pax Romana
Die erste Bewegung katholischer Studenten entstand 1921 unter dem Namen „Pax Romana“ im schweizerischen Freiburg. Angeregt durch die von Papst Pius X. (1903–1914) propagierte und von Pius XI. (1922–1939) geförderte Katholische Aktion gründete sie sich zunächst als eine Studentenverbindung und entwickelte sich zu einer weltweiten Bewegung innerhalb der Katholischen Aktion. 1947 kam es zu einer weiteren Gründung, die Pax Romana teilte sich in einen Zweig für Studierende und einen Zweig für Akademiker. Die Bewegung MIEC (Mouvement International des Ètudiants Catholiques) setzte die Arbeit von 1921 fort. Der Studentenzweig strebte ebenfalls eine enge Zusammenarbeit mit der „Internationalen katholischen studierenden Jugend“ (JECD) an, hieraus entstand die „Internationale Koordinierungsstelle JECE-MIEC“, die gemeinsame Pastoralprojekte ausarbeitet. Die MIEC entwickelt Projekte für eine Pädagogik, die den Studenten helfen soll, sie will den katholischen Glauben vertiefen, das Apostolat der Studenten fördern und international für eine gerechte Ordnung eintreten.
Ihr gehören 74 Mitgliedsverbände (Vollmitglieder, ökumenische Mitglieder und korrespondierende Mitglieder) in 64 Ländern an, diese verteilen sich mit 25 auf Afrika, 11 auf Asien, 15 auf Europa, ein Land im Mittleren Osten, 5 auf Nordamerika, 2 auf Ozeanien und 5 auf Südamerika. Sie hat ihren Hauptsitz in Paris.

## MIIC-Pax Romana
1947 hatte sich in Rom aus der studentischen Bewegung Pax Romana eine zweite Bewegung gegründet, es entstand die „Internationale Bewegung katholischer Intellektueller“. Ihr traten diejenigen bei, die ihr Studium abgeschlossen hatten und als Erwachsene der Bewegung weiterhin angehören wollten. Sie öffnete sich aber nicht nur für Promovierte, sondern nahm in ihren Reihen auch Personen aus dem kulturellen Bereich auf. Das bedeutet, dass die MIIC der Gemeinschaft ihre kulturellen und moralischen Erkenntnisse zur Verfügung stellt, um einen Frieden, der auf Gerechtigkeit und der Liebe Christi gründet, aufzubauen und zu erhalten.
Der MIIC gehören weltweit 58.000 Mitglieder aus verschiedensten Organisationen an, die in 51 Ländern vertreten sind. Sie unterteilen sich in Afrika (10), Asien (8), Europa (23), Nordamerika (2) und Südamerika (8). Ihren Hauptsitz hat sie in Genf.

## Internationale Organisation
Die höchsten Organe von MIIC-Pax Romana und MIEC-Pax Romana sind die jeweils eigenständigen Plenarversammlungen, sie treten alle vier Jahre zusammen und bestehen aus den Delegierten der nationalen ordentlichen Mitglieder. Sie wählen zu gleichen Teilen die Mitglieder des „Internationalen Rates Pax Romana“, der aus dem Präsidenten, dem Generalsekretär, dem Schatzmeister und dem Kirchlichen Assistenten besteht. Zur Struktur gehören Arbeitsgruppen zu Fragen der Menschenrechte, der Ökologie, der Wirtschaft und der menschlichen Entwicklung, weiterhin fünf „Internationale Sekretariate“, in denen Fachleute und verschiedene Arbeitsbereiche zusammengefasst werden, im Einzelnen sind es:
- das Internationale Sekretariat christlicher Künstler (SIAC),
- das Internationale Sekretariat katholischer Lehrer der Sekundarstufe (SIESC),
- das Internationale Sekretariat katholischer Juristen (MIJC),
- das Internationale Sekretariat für wissenschaftliche Fragen (SIAC)  und
- das Internationale Sekretariat katholischer Ingenieure, Agronomen und Wirtschaftler (SIIAEC).

Pax Romana pflegt eine enge internationale Zusammenarbeit mit der Internationalen Katholischen Studierenden Jugend.